# Cascata del peccato
La cascata del peccato è una cascata di ghiaccio che si trova nel massiccio del Gran Sasso, vicino al monte Prati.

## Descrizione
È una cascata storica, sita in un vallone impervio e difficile da raggiungere. Claudio Arbore ne effettuò la prima salita assoluta, assicurato da Pierpaolo Ciocca, il 10 febbraio 1991. Due anni più tardi, il 2 marzo 1993, lo stesso Arbore con Alessandro Spada ne fece la prima salita con il nuovo stile di libera senza cordini di collegamento alle piccozze, superando oltre al colonnato centrale, anche dei facili salti successivi. Diversi erano stati i tentativi precedenti (un tentativo storico fu fatto da Paolo Caruso e Massimo Marcheggiani) non coronati da successo.

### Salita
Il primo tratto si può fare di lato (8 metri, 80°/85°), ma su ghiaccio generalmente poco compatto, in alternativa su un ghiaccio più solido al centro (10 metri, 90°). Così si arriva ad una cengia, cui segue un piccolo salto (4 metri, 85°), uno scivolo (10 metri, 70°/80°), un altro salto (5 metri, 70°/80°) fino alla base della colonna principale. Si supera con un unico tiro la colonna verticale e il muro che lo segue fino ad arrivare ad una sosta su alberi (35 metri, 90° e 80°/85°). Dopo vi è un insieme di salti e canali nevosi (inclinazione massima 80°, minima 20°) che si susseguono per circa 65 metri.

### Discesa
A corda doppia.